# 茨城県立多賀高等学校
茨城県立多賀高等学校（いばらきけんりつ たがこうとうがっこう）は茨城県日立市鮎川町に所在する公立の高等学校。

## 設置学科
- 普通科

## 概要
日立製作所より土地を譲り受け、1953年に創設された。
校是として文武不岐・師弟同行が掲げられ、学業と部活動を両立して取り組むことを基本理念としている。
数年前から課外必修クラスを設け、学業推薦者や選抜された一般入学者が早朝・放課後に勉強を取り組むことができる。また、これに応じて専門的な授業をするため進路ホールが新設された。2006年度からは全員部加入制を導入し、新入生は9月までの部在籍を義務付けている。
進路希望に適した学習を早期に確立し、効果を高めるために2年生から文系一般(4学級)、文系特進(1学級)、理系コース(1学級)に分かれ、週１回７時限まで授業を行っているほか、長期休業中、平日の早朝、放課後における課外指導等によって一層の学力向上に努めている。 
なお、かつて存在した多賀工業専門学校（現・茨城大学工学部）とは全く関係がない。

## 沿革
- 1953年4月 - 全日制普通課程高等学校として創立。
- 1955年12月 - 校歌が制定。(作詞:五味保義 作詞:下総皖一)
- 1955年2月 - 講堂兼体育館が完成。
- 1962年11月 - 創立10周年記念式典及び行事が行われる。
- 1982年3月 - 校訓が制定。
- 1985年7月 - 松苑会館完成。
- 1991年12月 - カナダ・マリオン校と国際交流が始まる。
- 1992年11月 - 創立40周年記念式典が行われる。
- 1996年7月 - 多目的学習館「進路ホール」完成。
- 2002年8月 - 全教室にパソコン設置。
- 2002年11月 - 創立50周年記念式典が行われる。

## 修学旅行
旅行先は基本的に1年生の時にアンケートを実施し、票数が多い場所が原則として決定される。ただし、日本国内が原則である。

## 学校設備
- 以下の施設は本校に在学している生徒専用の為、一般の人は原則利用出来ない。

進路ホール（校舎から独立した施設）
課外必修クラス・課外志願者が課外講義を受講する施設。長期休講期間中や休日も基本的に利用できる。冷暖房設備が完備されている。
共同宿泊施設・松苑会館（校舎から独立した施設）
100人が宿泊可能の施設。小部屋には冷暖房設備が完備されている。
グラウンド
県内でも稀なサッカー場と野球場が完備されている。
プール
県内でも有数の50mプールを保有している。
体育館
ステージ及び,バレーコート3面又はバスケットコート2面として利用可能なフロアとなっている。
格技場
柔道場、剣道場それぞれ1面ずつあり、柔道部と剣道部の活動場所となっている。集会に使われることもある。
ハンドボールコート
グランド東部に位置する。
テニスコート
硬式テニス用のコートは2面あり、いずれも人工芝が敷設されている。軟式テニス用のコートは部員数が多いことから3面設置されている。
部室
各部には部室が完備されている。サッカー部と野球部は、クラブハウスも設置されている。
LL教室（語学実習室）
マスターコンソールと42人分のフルラボが完備されている。
図書室（特別棟1階に設置）
平日の昼間と放課後のみ開放。最新の人気小説から経済雑誌、テレビ情報誌も多種にわたって置かれている。DVDの貸出も行っており、最新の邦画や洋画も取りそろえている。また、リクエストもできる。責任者が不在のときは本、DVDの貸し出しができない。冷暖房設備が完備されている。
自動販売機（1階昇降口先・合宿場に合計3台設置）
校舎内の自動販売機は紙パックのみで、90円と100円のものである。合宿場に隣接する自動販売機はペットボトルも販売しているが、購入できる時間は限定されている。
調理室（特別棟に設置）
調理実習はここで行われる。文化祭での食品の生産もここで行われる。
情報教室（普通棟に設置）
パソコンを使った授業をここで行われる。冷暖房設備が完備されている。
トレーニングセンター（体育館地下に設置）
生徒からは「トレセン」と略称で呼称される場合が多い。本格的にトレーニングをする環境が完備されている。主に、サッカー部・バスケット部が使用している。教員の許可がなければ使用できない。

## 所在地
- 茨城県日立市鮎川町3-9-1
北緯36度34分3.5秒 東経140度38分29.5秒 / 北緯36.567639度 東経140.641528度

## 著名な出身者
- KATSUMI（ミュージシャン）
- 渡部豪太（俳優）
- 田所勇二（柔道選手）
- 齋藤貴義（構成作家）
- 山本圭一郎（声優）

## アクセス
鉄道
- JR常磐線常陸多賀駅下車。徒歩約20分。

バス
- 茨城交通日立駅行き、多賀高校前で下車。徒歩約1分。

自転車
- 本校には駐輪所の完備はされているが、本校が所有する駐輪所は本校に在学している生徒専用の為、一般の人は駐輪出来ない。学年別に場所が分かれている。

## 本校周辺にある施設
- ローソン
- ツタヤ
- カワチ